# Telescopio de Nueva Tecnología

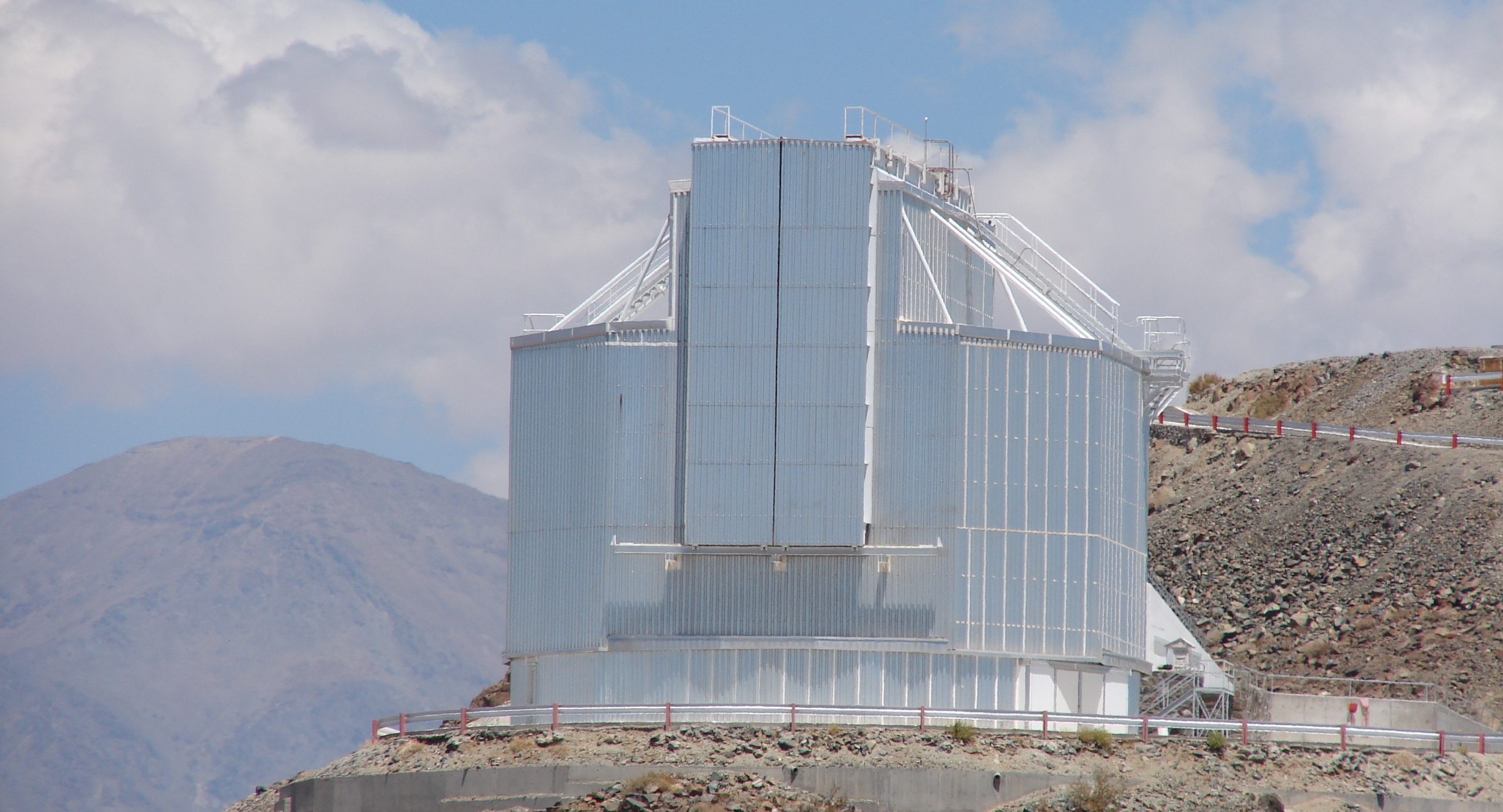
El Telescopio de Nueva Tecnología.

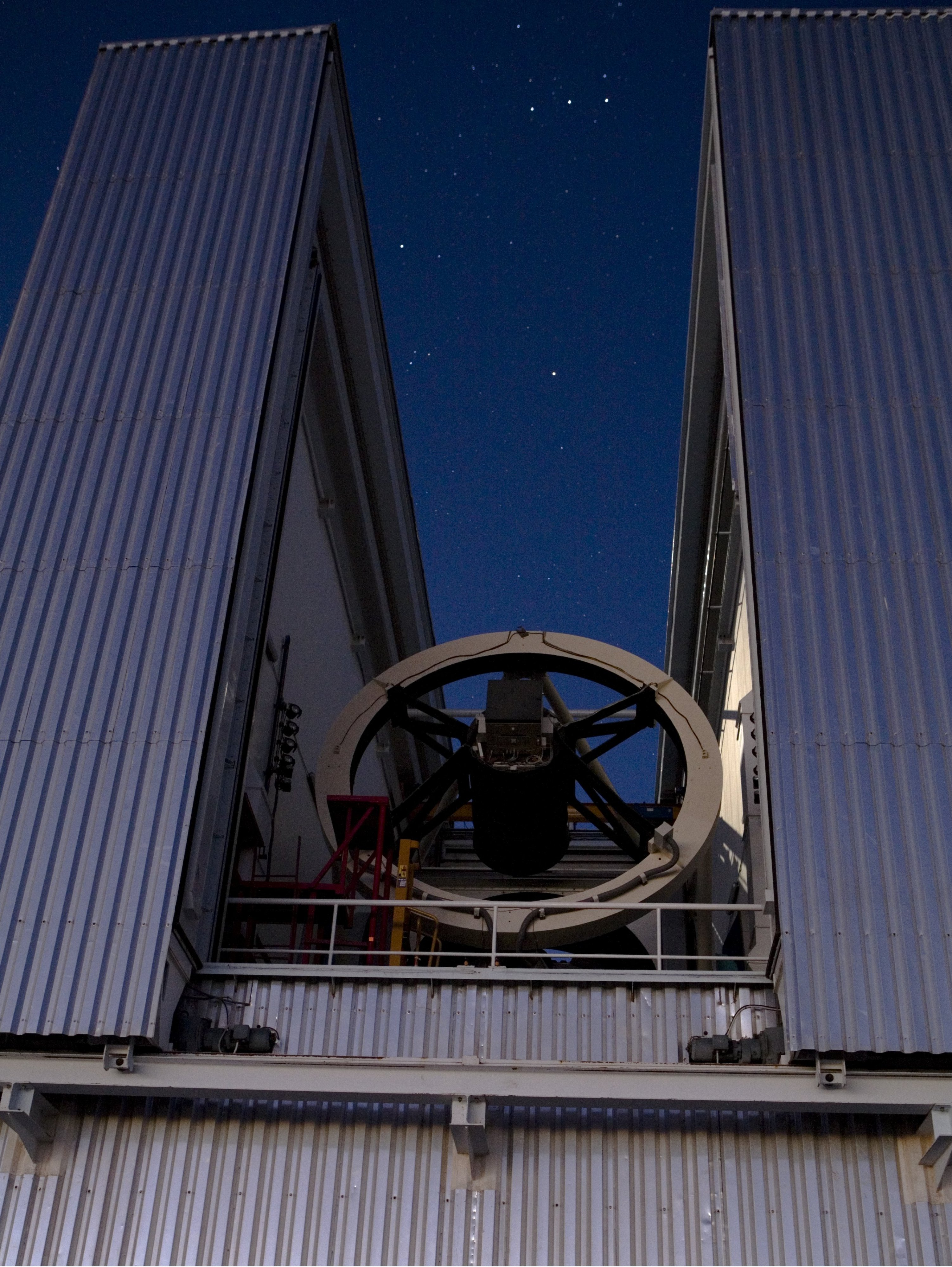
Telescopio de Nueva Tecnología de ESO en La Silla

El Telescopio de Nueva Tecnología o NTT es un telescopio Alt-Az, de 3,58 metros, Ritchey-Chrétien parte del Observatorio Europeo Austral y las operaciones comenzaron en 1989. Se encuentra en Chile en el Observatorio La Silla y fue uno de los pioneros en el uso de óptica activa. El telescopio y su recinto se desarrollaron con un diseño revolucionario para una calidad de imagen óptima.

## Galería

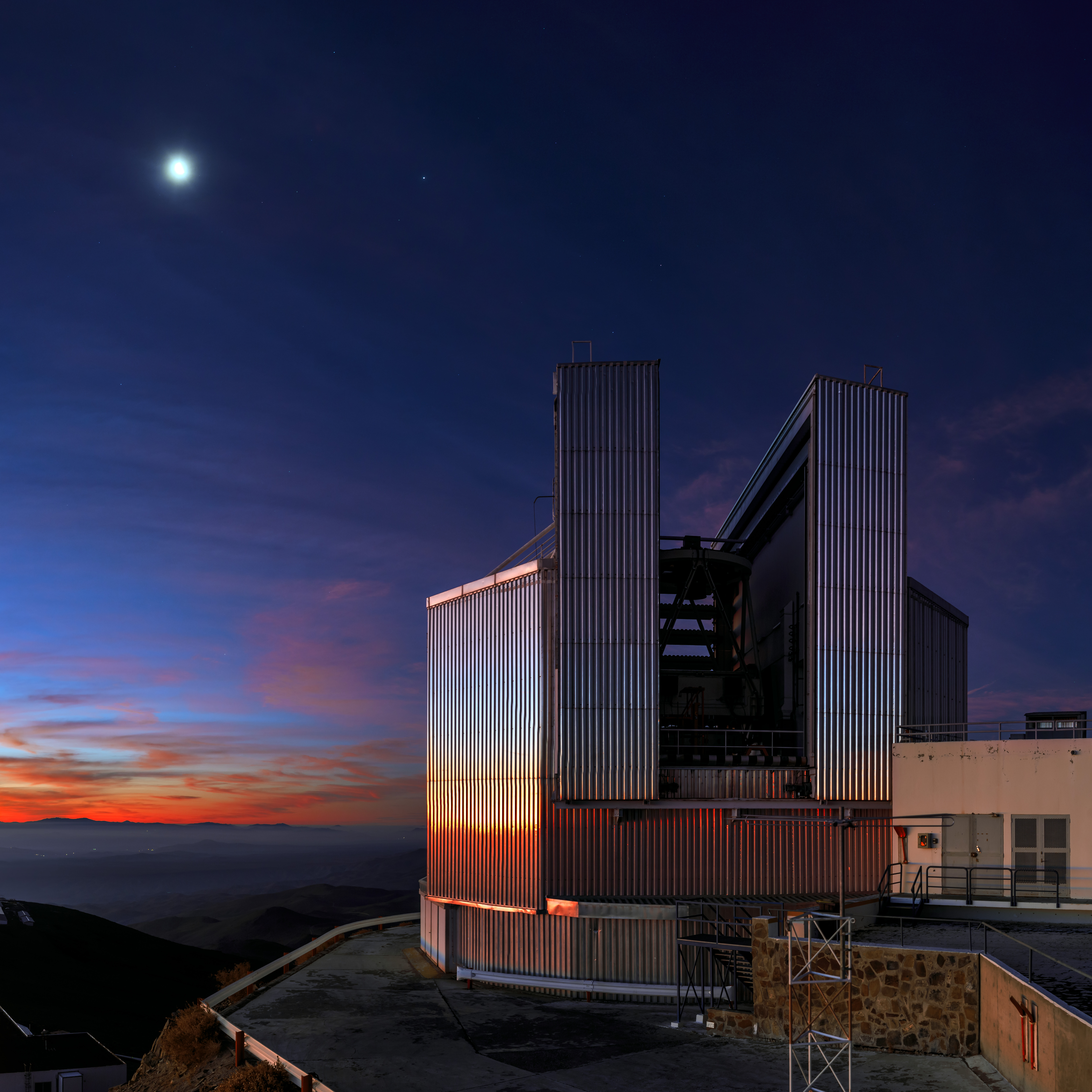
El cálido resplandor de los rayos de sol .
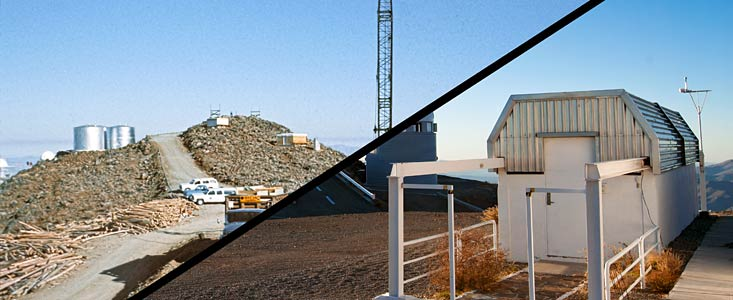
Construcción NTT - antes
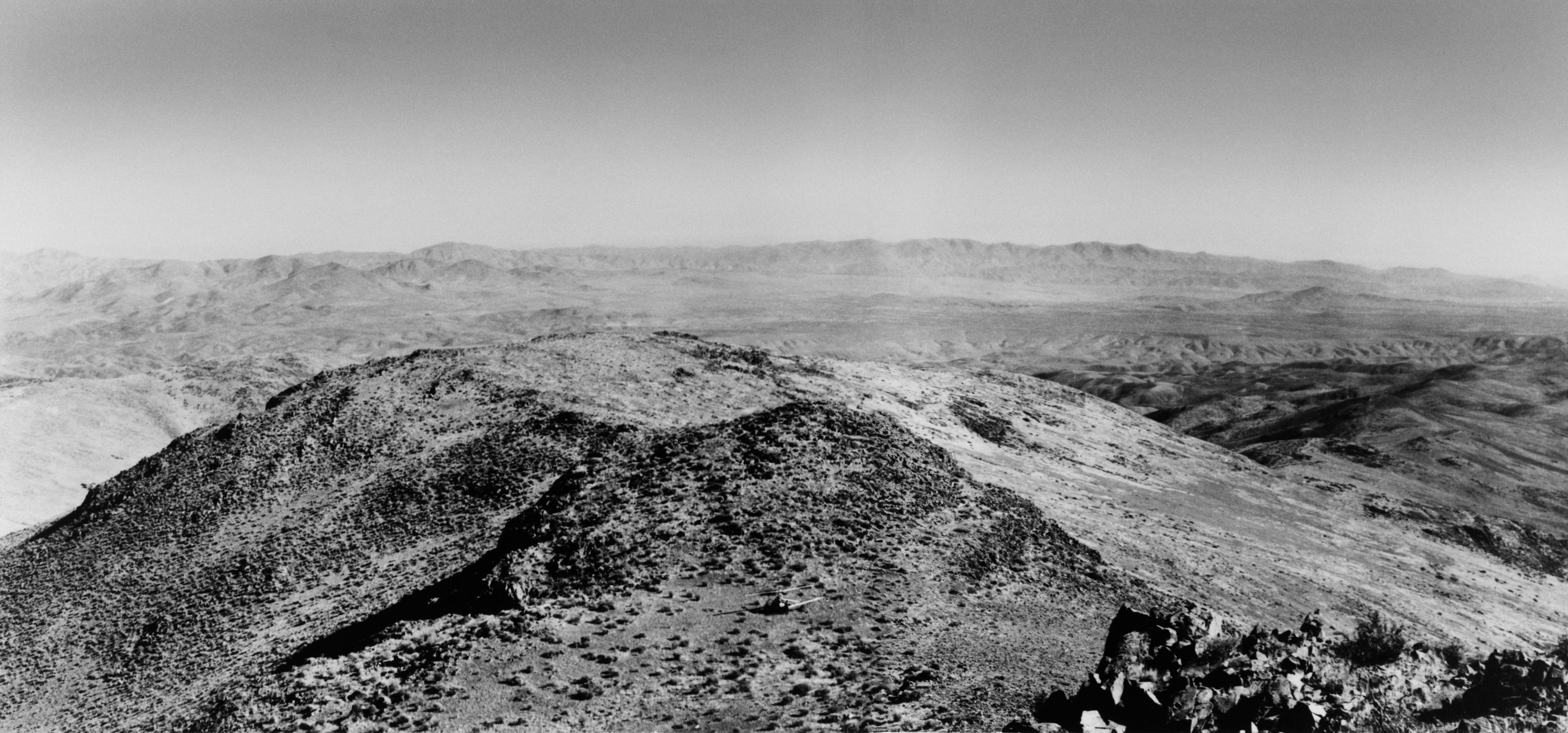
Construcción NTT - después
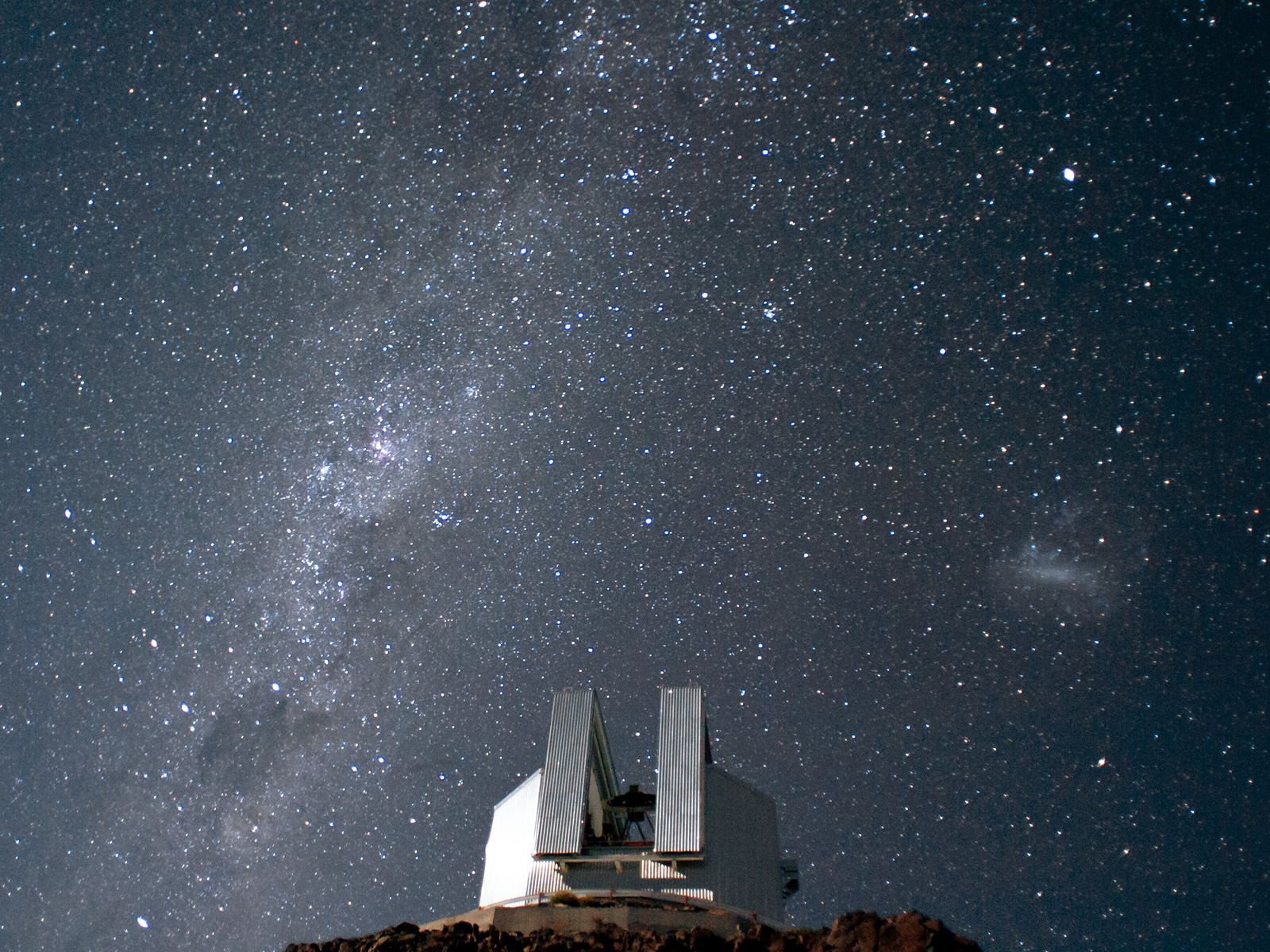
NTT bajo el cielo de la noche
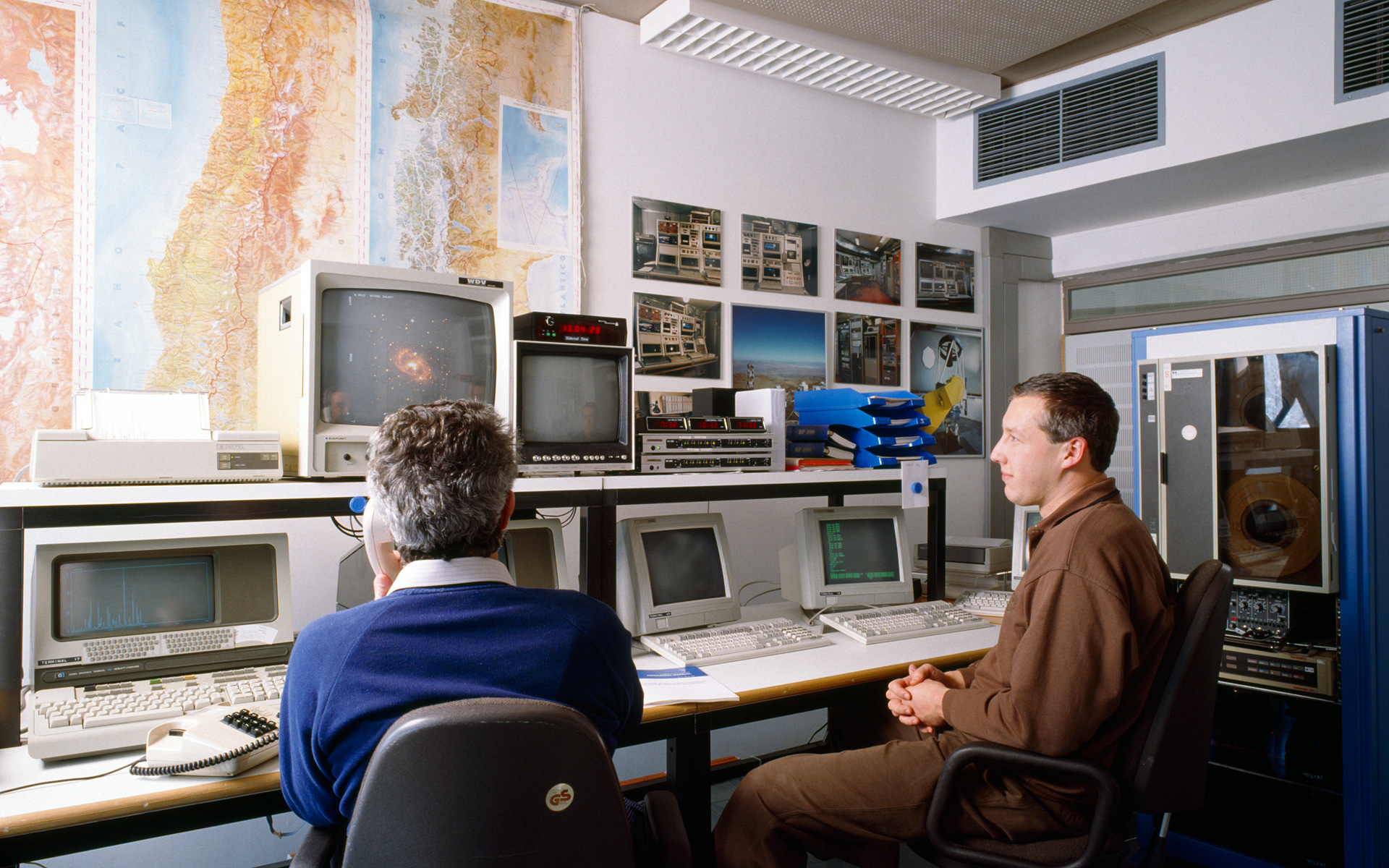
Sala de control remoto en Garching (GER)
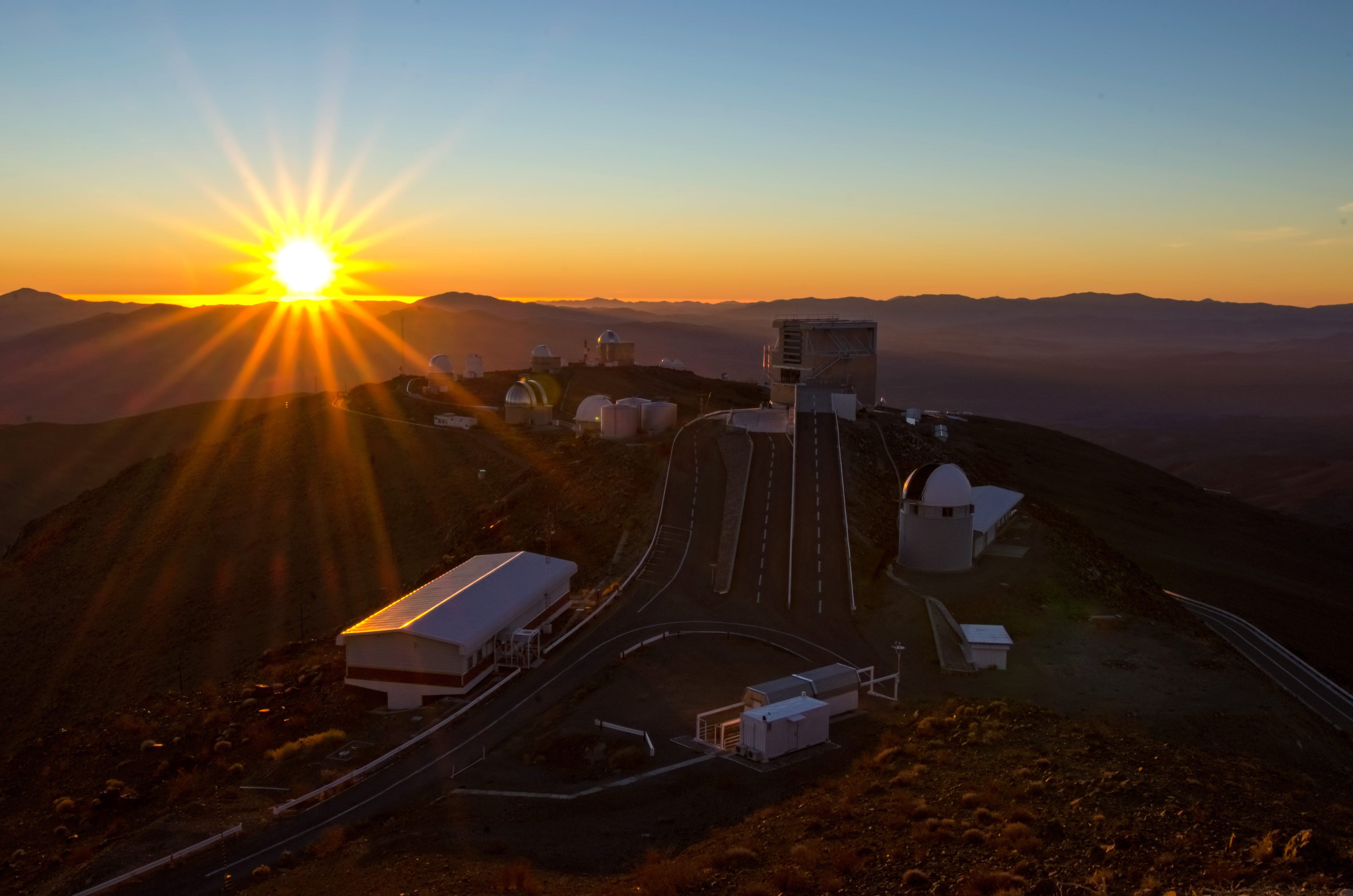
Atardecer en el Observatorio La Silla
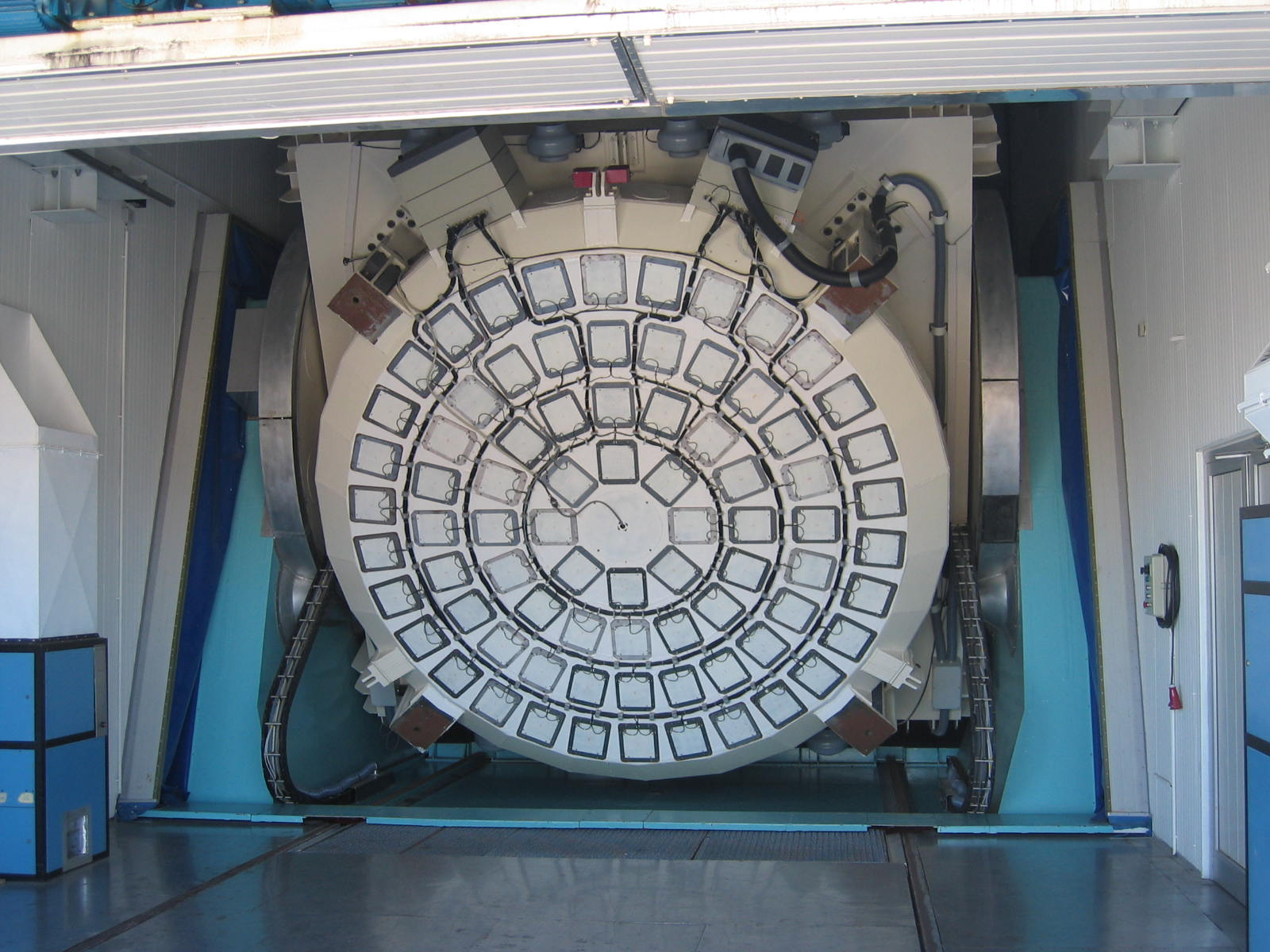
NTT espejo fue pionera en el uso de la óptica activa
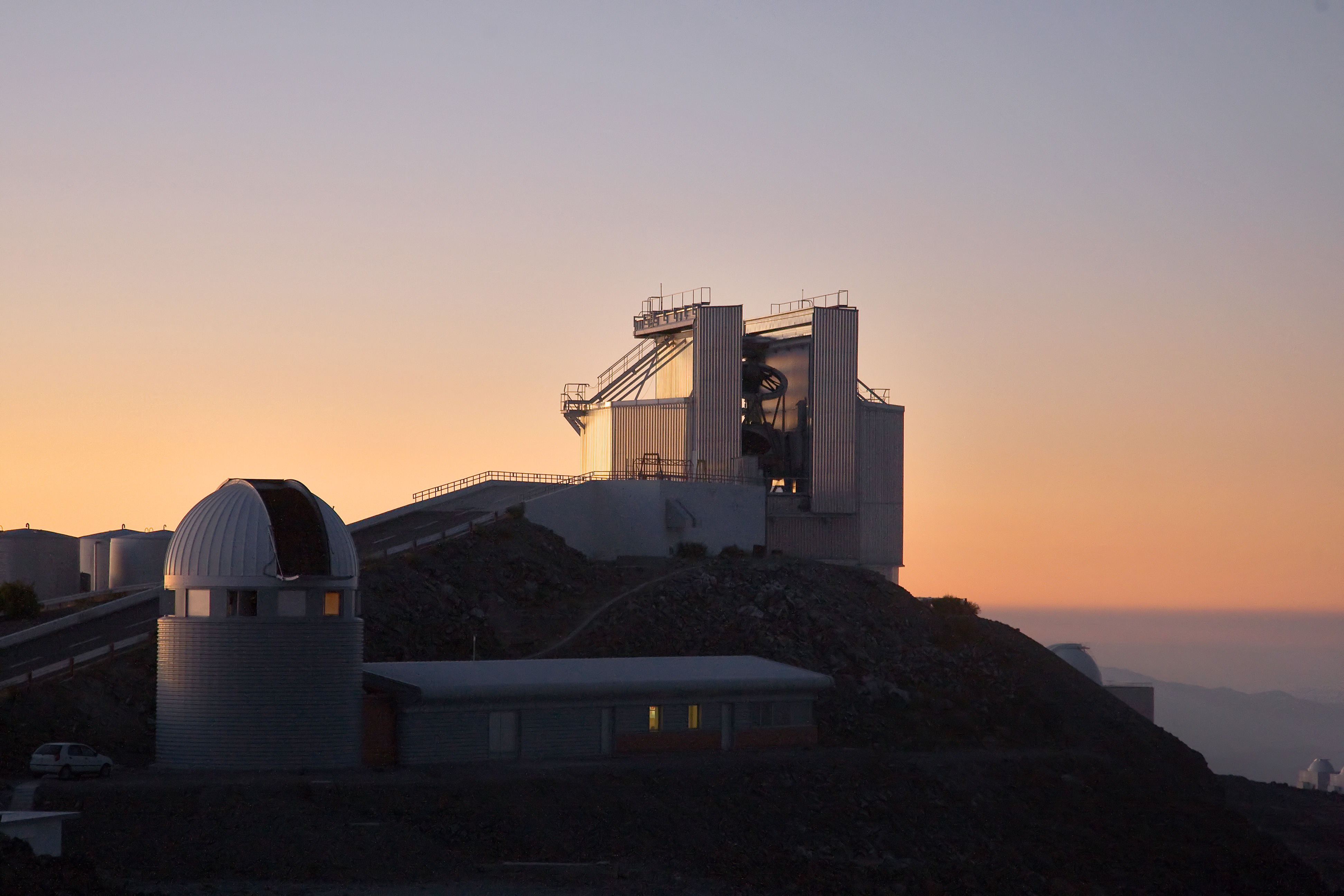
NTT y Telescopio Leonhard Euler delante.
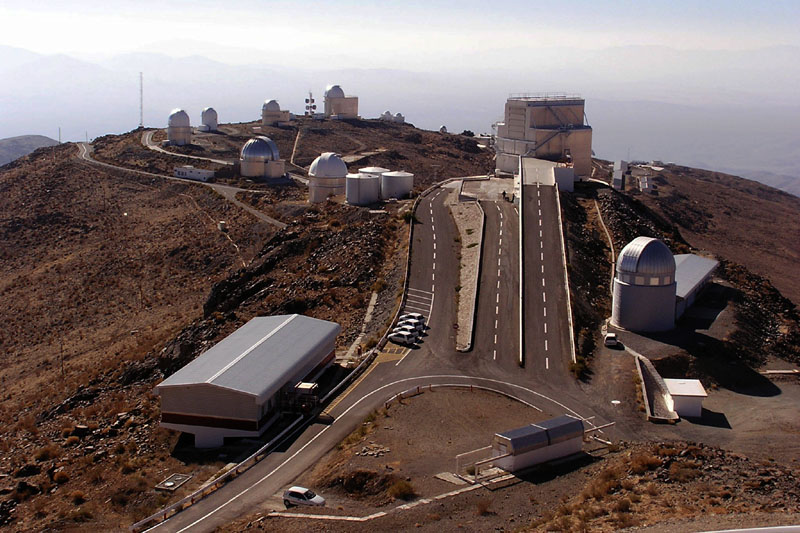
NTT visto desde  Sitio del Telescopio de  3.6m  de ESO
- Vídeo de Lapso de tiempo dentro del NTT (ojo de pez)